# Округ Монтгомери (Кентаки)
Округ Монтгомери (енгл. Montgomery County) је округ у америчкој савезној држави Кентаки.

## Демографија
По попису из 2010. године број становника је 26.499, што је 3.945 (17,5%) становника више него 2000. године.
| Група             | 2000.          | 2010.          |
| Белци             | 21.276 (94,3%) | 24.715 (93,3%) |
| Афроамериканци    | 784 (3,5%)     | 731 (2,8%)     |
| Азијати           | 24 (0,1%)      | 84 (0,3%)      |
| Хиспаноамериканци | 259 (1,1%)     | 660 (2,5%)     |
| Укупно            | 22.554         | 26.499         |